# Pellaea glauca
Pellaea glauca är en kantbräkenväxtart som först beskrevs av Antonio José Cavanilles, och fick sitt nu gällande namn av John Smith. Pellaea glauca ingår i släktet Pellaea och familjen Pteridaceae. Inga underarter finns listade.